# North Yorkshire
Il North Yorkshire (IPA [nɔːɹθ ˈjɔːkʃə]) è una contea dell'Inghilterra.
Amministrativamente costituita nel 1974 per separazione del North Riding of Yorkshire, a propria volta distretto della contea storica di Yorkshire, è, con circa 8600 km², la contea più estesa dell'Inghilterra e il suo capoluogo è Northallerton.
Conta poco più di un milione e centomila abitanti e il territorio è suddiviso in nove collegi elettorali alla Camera dei comuni del Regno Unito.

## Geografia fisica
Confina a nord con la contea di Durham, ad est si affaccia sul Mare del Nord, a sud-est confina con l'East Riding of Yorkshire, a sud con il South Yorkshire, a sud-ovest con il West Yorkshire, a ovest con il Lancashire e a nord-ovest con la contea di Cumbria.
Il territorio a nord è pianeggiante e drenato dal fiume Tees. In quest'area si concentrano grossi agglomerati urbani quali Middlesbrough, che è parte dell'area metropolitana di Teeside e Redcar. A sud di questa pianura costiera si elevano i rilievi collinosi delle North York Moors protetti da un parco nazionale. La zona pianeggiante prosegue a centro e a sud nella Vale of York . Questa ampia pianura è drenata dal fiume Ouse e dall'Aire che confluiscono a sud nell'Humber. In questa pianura è situata la storica città di York, cinta da mura. La Vale of Pickering è una pianura che si estende tra le North York Moors a nord e le colline Yorkshire Wolds a sud.
La Vale of Pickering è drenata dal fiume Derwent, che dopo aver segnato in parte il confine con l'East Riding of Yorkshire, sfocia nell'Ouse. La parte occidentale della contea è interessata dai rilievi orientali dei Pennini che raggiungono la massima altezza della contea con i 737 metri del Whernside. Buona parte di questo territorio è protetto dal parco nazionale delle Yorkshire Dales. Lungo la costa troviamo il porto peschereccio di Whitby e il centro balneare di Scarborough. Ai piedi dei Monti Pennini sorge il grosso centro di Harrogate dal ricco passato legato alle sue terme.

## Geografia antropica

### Suddivisioni amministrative

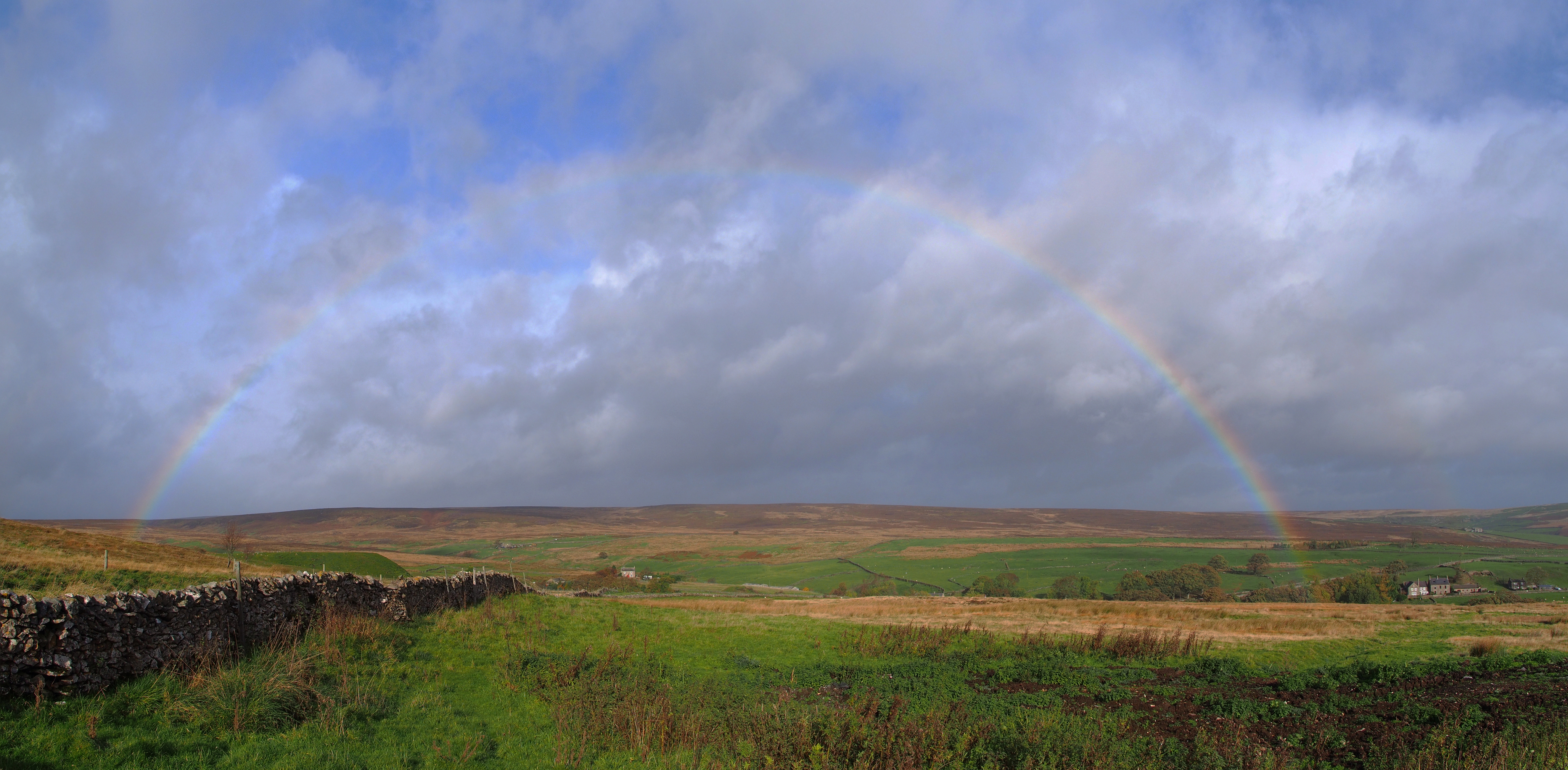
Panorama nella contea nei pressi di Washfold

La contea è divisa nei seguenti distretti: Selby, Harrogate, Craven, Richmondshire, Hambleton, Ryedale e Scarborough.
Inoltre ne fanno parte i seguenti distretti unitari: City of York, Redcar and Cleveland, Middlesbrough e Stockton-on-Tees.
La città di York è da sempre stata il capoluogo della contea che prende il nome dalla città. Dal 1996 York è un distretto unitario al confine tra il North Yorkshire e l'East Riding of Yorkshire.

#### Suddivisioni
|  | 1. Selby 2. Harrogate 3. Craven 4. Richmondshire 5. Hambleton 6. Ryedale 7. Scarborough 8. Città di York (distretto unitario) 9. Redcar and Cleveland (distretto unitario) 10. Middlesbrough (distretto unitario) 11. Stockton-on-Tees (distretto unitario) (la parte a sud del fiume Tees) |

## Storia
La contea fu istituita il 1º aprile 1974 in attuazione del Local Government Act 1972 che ha riformato le divisioni amministrative dell'Inghilterra e del Galles. L'attuale contea copre larga parte della contea storica del North Riding of Yorkshire, la metà settentrionale del West Riding of Yorkshire, aree settentrionali e orientali dell'East Riding of Yorkshire e il county borough di York.
La città di York è divenuta un distretto unitario il primo aprile del 1996.
Inoltre nello stesso anno Middlesbrough, Redcar, Cleveland e l'area di Stockton-on-Tees a sud del fiume Tees sono entrate a far parte della contea del North Yorkshire per funzioni cerimoniali.

## Monumenti e luoghi d'interesse
- Abbazia di Bolton - Rovine dell'abbazia fondata dall'ordine agostiniano nel 1151 sulla riva del fiume Wharfe.
- Abbazia di Rievaulx - Rovine di una abbazia cistercense situate nei pressi del villaggio di Rievaulx.
- Abbazia di Whitby - Rovine dell'abbazia benedettina fondata nel 657 dal re anglo-sassone di Northumbria Oswy (Oswiu) as Streoneshalh.
- Castle Howard, una delle più grandi residenze signorili del paese.
- Castello di Bolton - Fatto costruire tra il 1378 e il 1399 da Richard le Scope nelle York Dales.
- Castello di Helsley
- Cattedrale di York - Imponente cattedrale gotica, residenza dell'arcivescovo di York, la seconda carica ecclesiastica della Chiesa d'Inghilterra.
- Lightwater Valley, parco di divertimenti
- Malham Cove, enorme formazione calcarea.
- Mount Grace Priory - Rovine dell'ultimo monastero fondato in Yorkshire prima della Riforma protestante.
- Mura di York - La cinta muraria medievale costruita su quella romana. Si estende per circa 5 km circondando il centro storico di York.
- Parco nazionale del North York Moors
- Parco nazionale delle Yorkshire Dales
- Rovine dell'Abbazia di Fountains - Rovine di un monastero cistercense fondato nel 1132, Patrimonio dell'umanità UNESCO
- Rovine dell'Abbazia di Byland
- Shandy Hall, residenza signorile
- Stanwick Iron Age Fortifications, fortificazioni di terra dell'età del ferro.
- Studley Royal Water Garden, giardini d'acqua georgiani, Patrimonio dell'umanità UNESCO
- Wharram Percy, villaggio medievale abbandonato.